# يوجين غولدشتاين
يوجين غولدشتاين (بالألمانية: Eugen Goldstein)‏ (5 سبتمبر 1850 – 26 ديسمبر 1930) فيزيائي ألماني. وهو من أوائل الباحثين في أنابيب التفريغ الكهربي، وهو مكتشف أشعة أنود، وله بعض الفضل في اكتشاف البروتون.

## حياته
ولد غولدشتاين سنة 1850 في جليفتز، سيسيليا العليا (وتعرف الآن جليفيس في بولندا). درس في بريسلو ثم في برلين بإشراف هلمهولتز. وقد عمل في مرصد برلين خلال الفترة من 1878 - 1890 ولكنه قضى معظم حياته في مرصد بوتسدام، حيث أضحى رئيسا لقسم فيزياء الكون سنة 1927، وتوفي بعدها في سنة 1930 حيث دفن في مقبرة يهودية في برلين.

## عمله
حقق يوليوس بلاكر في منتصف القرن التاسع عشر بوميض الضوء المنبعث في أنابيب التفريغ الكهربي (أنابيب كروكس) وتأثير المجال المغناطيسية على الوهج. وبعدها في سنة 1869 درس هيتورف أنابيب التفريغ مع الطاقة بتوصيل أشعة تمتد من القطب السالب الكاثود. وانتجت تلك الأشعة ومضان عند ضربها جدران الإنبوب الزجاجي، وعندما يعترضها جسم صلب فأنها تشكل ظلا.
في سبعينات القرن قام غولدشتاين تحقيقاته الخاصة في أنابيب التفريغ، واطلق على انبعاثات ضوء kathodenstrahlen أو أشعة مهبطية (أشعة الكاثود). وقد اكتشف فيها العديد من الخصائص الهامة التي ساهمت في التعرف على ماطلق عليه فيما بعد بالجسيمات دون ذرية أو الإلكترون. وقد وجد أن أشعة الكاثود تنبعث عموديا من سطح المعدن وتحمل معها الطاقة. حاول قياس سرعتها خلال تأثير دوبلر لخطوط الطيف في توهج منبعث من أنابيب كروكس.
واكتشف في 1886 أن أنابيب الكاثود المثقبة تبعث بوهج في نهاية الكاثود. وخلص غولدشتاين أنه بالإضافة إلى أشعة الكاثود التي هي معروفة بالفعل فإنه أقر بعدها أن الإلكترونات تتحرك من الكاثود السلبي نحو الأنود الإيجابي، وهناك أشعة أخرى تتحرك في الاتجاه المعاكس. وبما أن تلك الأخيرة تمر من خلال الثقوب أو قنوات الكاثود فقد أطلق عليها غولدشتاين kanalstrahlen أو أشعة القناة (أشعة أنود). وهي تتألف من الأيونات الموجبة ويعتمد تعريفها حسب الغاز المتبقي داخل الأنبوب. وهناك طالب آخر من طلبة هلمهولتز وهو فلهلم فيين الذي أجرى لاحقا دراسات مستفيضة في أشعة القناة وهو العمل الذي أصبح جزءا من أساسيات مطيافية الكتلة.
تأتي أشعة الأنود وبأصغر نسبة كهرومغناطيسية من غاز الهيدروجين (H2)وتتكون من أيونات H+. بعبارة أخرى أن تلك الأشعة تتكون من البروتونات. وبدا أن عمل غولدشتاين مع الأشعة أنود ل H+ هي أول ملاحظة للبروتون، ولكن بالمعنى الدقيق للكلمة ربما يمكن القول أن فيين هو الذي قاس نسبة كهرومغناطيسية للبروتون، لذا ينبغي أن يكون له الفضل في هذا الاكتشاف.
واستخدم غولدشتاين أنابيب التفريغ في بحوثه عن المذنبات. فجسم ما مثل كرة صغيرة من الزجاج أو الحديد وضعت في طريق أشعة الكاثود فأنتجت انبعاثات ثانوية في الجوانب، وتحترق بالخارج بطريقة تشبه ذيل المذنب.